# UniAraguaia
A Faculdade Araguaia (FARA) é uma instituição de ensino superior privada, sediada em Goiânia (GO) criada em 2001. Em 2020, transformou-se em centro universitário, sendo renomeada para UniAraguaia. Possui conceito 5 (nota máxima) atribuída pelo MEC.